# Johann Ladislaus Pyrker
Johann Ladislaus Pyrker (n. 2 noiembrie 1772, Nagyláng⁠(d), Țările Coroanei Sfântului Ștefan, Austro-Ungaria – d. 2 decembrie 1847, Viena, Imperiul Austriac) a fost un călugăr cistercian, stareț al mănăstirii Lilienfeld (1812–1819), episcop de Zips (1819–1820), patriarh al Veneției (1820–1826) și arhiepiscop de Eger (1826–1847). 

## Activitatea literară
Pyrker a debutat literar în anul 1810 cu o dramă despre regele Matia Corvin și fiul său Ioan Corvin (Die Corwinen). 